# Salle de lecture du British Museum
La salle de lecture du British Museum est une pièce située au centre de la Grande Cour du British Museum de Londres, au Royaume-Uni.
Conçue par l'architecte britannique Sydney Smirke, la salle de lecture est ouverte en 1857. Elle accueillera continuellement du public jusqu'à sa fermeture pour rénovation en 1997. Cette année-là, une salle de lecture est aménagée dans le nouveau bâtiment de la British Library à St Pancras (Londres), et celle du British Museum est alors vouée à d'autres usages après sa réouverture en 2000, comme l'accueil d'expositions temporaires entre 2007 et 2017.
En 2013, le British Museum Reading Room est de nouveau fermé et est transformé en salle d'archives. En 2023, la salle de lecture fait l'objet de visites touristiques guidées ponctuelles.

## Histoire

### Construction et design

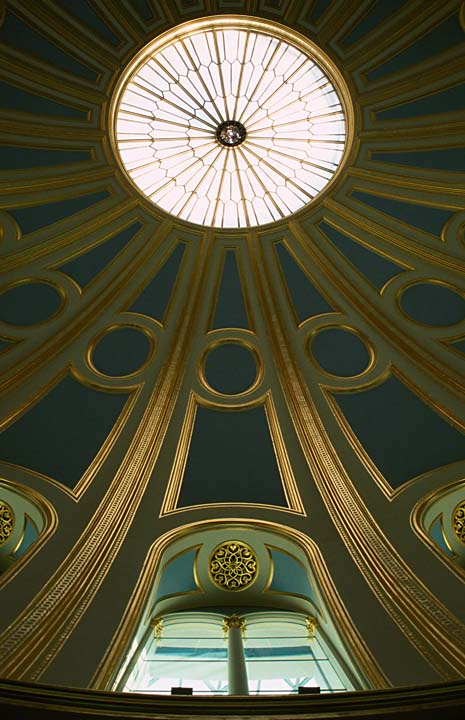
Plafond de la salle de lecture.

Au début des années 1850, la bibliothèque du musée a besoin d'une salle de lecture plus grande. Antonio Panizzi, alors conservateur des livres imprimés, a l'idée d'une salle ronde dans la cour centrale, à la suite d'un concours organisé par William Hosking. Conçu par Sydney Smirke et construit entre 1854 et 1857, le bâtiment est fait de fonte, de béton, de verre et utilise les dernières technologies en matière de ventilation et de chauffage de l'époque.
Le dôme, inspiré du panthéon de Rome, mesure 42,6 mètres de diamètre. Pour supporter un poids important et assurer la protection contre les incendies, les piles de livres construites autour de la salle de lecture étaient en fer.

### British Museum Library
La salle de lecture est inaugurée le 2 mai 1857 lors d'un petit-déjeuner. Une exposition publique a lieu entre le 8 et le 16 mai, attirant plus de 62 000 visiteurs.
L'accès à la British Library était réservé aux chercheurs ou aux personnes possédant une carte de lecteur. De nombreuses personnalités ont fréquenté la salle de lecture, comme Sun Yat-sen, Karl Marx, Oscar Wilde, Friedrich Hayek, Marcus Garvey, Bram Stoker, Mahatma Gandhi, Rudyard Kipling, George Orwell, George Bernard Shaw, Mark Twain, Vladimir Lenin, Virginia Woolf, Arthur Rimbaud, Muhammad Ali Jinnah, H. G. Wells et Arthur Conan Doyle.
En 1973, la loi British Library Act 1972 a séparé la salle de lecture du British Museum, mais ce dernier a continué à accueillir la British Library, désormais séparée, dans la même salle de lecture et le même bâtiment que le musée jusqu'en 1997.

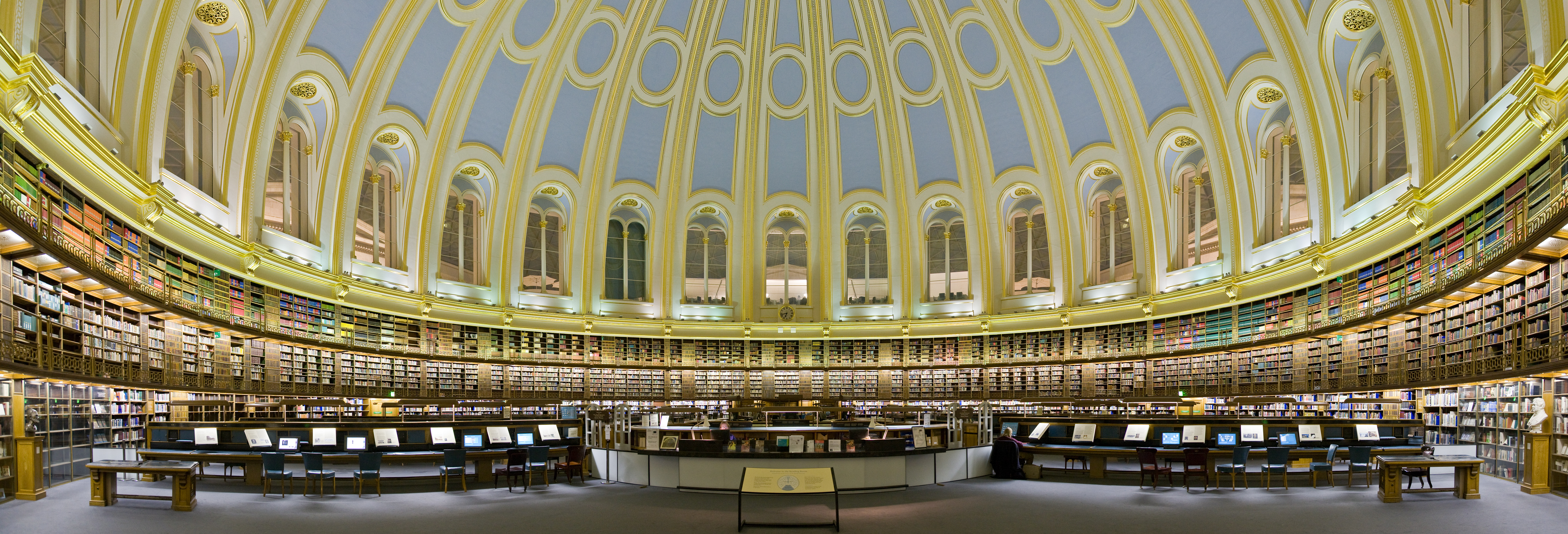
Un panorama à 180° montrant l'intérieur de la salle de lecture du British Museum.

### Rénovation

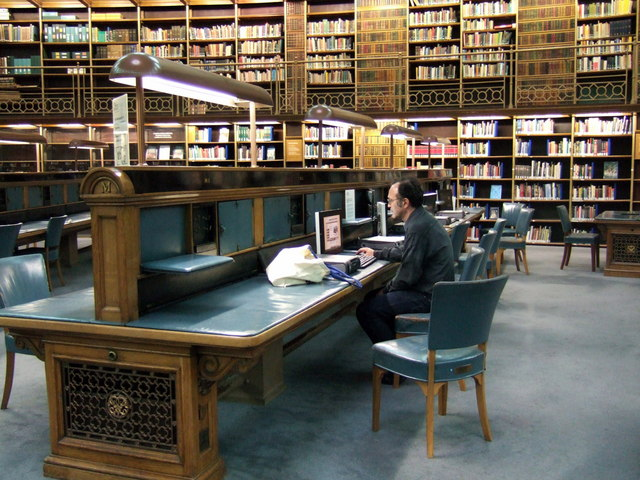
Exemple d'un bureau dans la salle de lecture.

En 1997, la British Library déménage près de la gare de Saint-Pancras et l'ensemble des livres et des étagères sont retirés. Dans le cadre du réaménagement de la Grande Cour, la salle de lecture est entièrement rénovée.
La salle de lecture rouvre en 2000 pour tous les visiteurs et non seulement pour ceux possédant des tickets. Elle comprend une collection de 25 000 livres axés sur les cultures représentées dans le musée, avec un centre d'information et le Walter and Leonore Annenberg Centre.

### Salle d'exposition
En 2007, les livres et les installations installés en 2000 sont retirés. La salle de lecture devient une salle d'exposition, dont la première a été celle de l'armée chinoise de terre cuite. La bibliothèque Paul Hamlyn, dédiée aux visiteurs, est déplacée dans une salle voisine, mais elle ferme définitivement le 13 août 2011. Elle a accueilli des personnalités comme Thomas Babington Macaulay, William Makepeace Thackeray, Robert Browning, Giuseppe Mazzini, Charles Darwin et Charles Dickens.

### Fermeture et réouverture

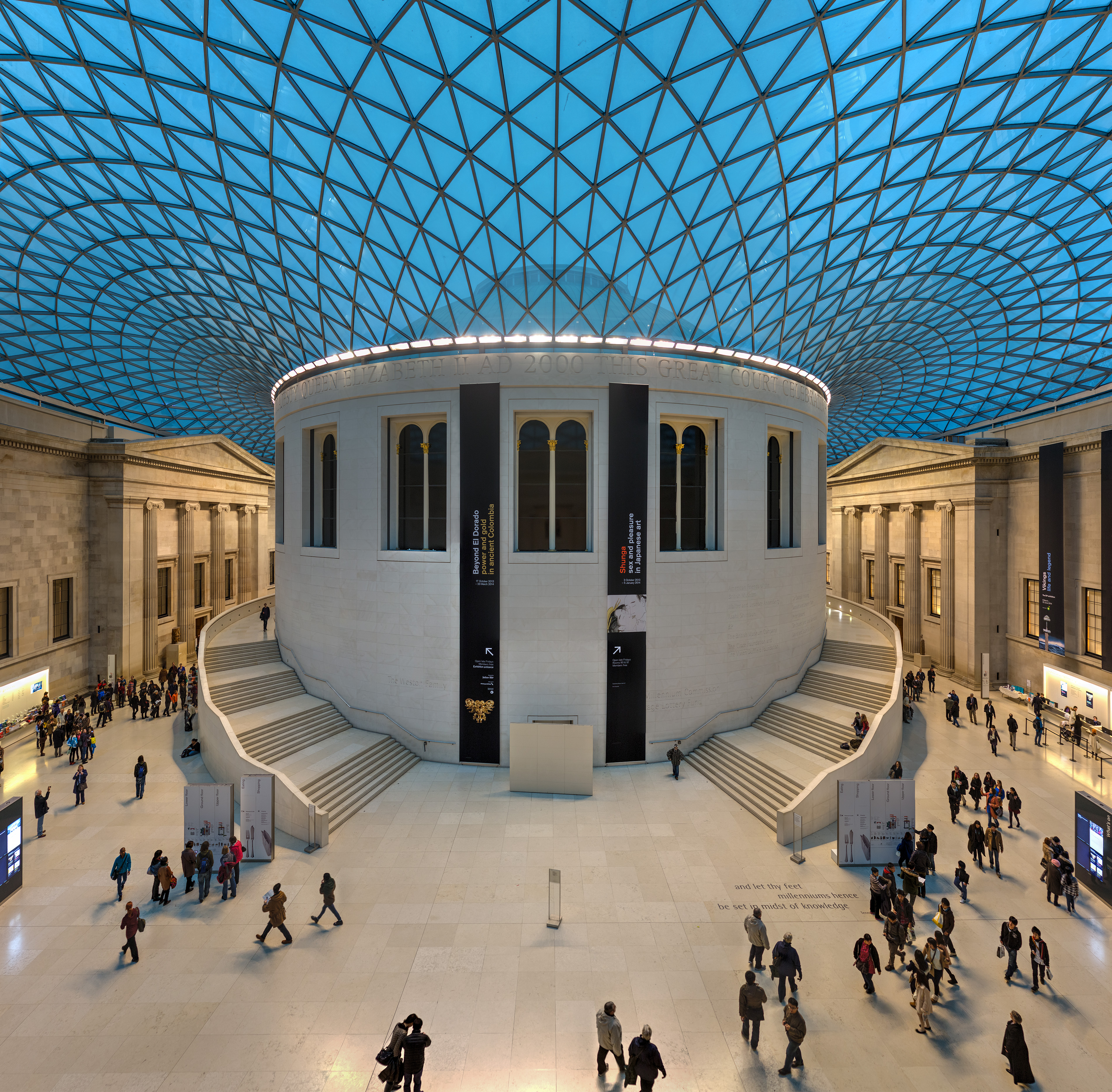
Vue de l'extérieur de la salle de lecture depuis la Grande Cour.

En 2013, la salle de lecture est à nouveau fermée au public, mais cette fois-ci pour une durée indéterminée. Son ancien rôle de salle d'expositions étant remplacé par le World Conservation and Exhibitions Centre, la salle de lecture est alors convertie en salle d'archives. Elle a rouvert brièvement en 2018 mais pour des concerts. Pour le reste des années 2010 et le début des années 2020, la salle de lecture reste inaccessible au public, et les responsables du musée discutaient de ce qu'il convenait de faire de cet espace,.
En 2023, la salle de lecture rouvre pour des visites touristiques guidées ponctuelles,.